# Nisidzsima Kacuhiko
Nisidzsima Kacuhiko (西島 克彦; Hepburn: Katsuhiko Nishijima; Funabasi, 1960. február 4. –) japán animerendező. Emellett forgatókönyvíróként is dolgozik. Fanservice-rajongók között az egyik legismertebb rendező, mert a legtöbb munkájában az eccsi jelentős szerepet kap.

## Filmei
- 1986: Project A-Ko
- 1990: Project A-Ko: Grey Side/Blue Side
- 1993: Armored Dragon Legend Villgust
- 1995: Megami Paradise
- 1995: Graduation
- 1995: Sailor Victory
- 1997: AIKa
- 2000: Labyrinth of Flames
- 2001: Najica
- 2005: Kirameki Project
- 2007: AIKa R-16: Virgin Mission